# I Congresso dei Soviet dell'Unione Sovietica
Il I Congresso dei Soviet dell'Unione Sovietica si tenne a Mosca il 30 dicembre 1922 e proclamò la nascita del primo Stato socialista multinazionale, l'Unione delle Repubbliche Socialiste Sovietiche.

## Risultati delle elezioni[1]
| Liste  | Liste                                | Voti | %     | Seggi |
| ------ | ------------------------------------ | ---- | ----- | ----- |
|        | Partito Comunista Russo (bolscevico) |      | 94,10 | 2084  |
|        | Unione Generale dei Lavoratori Ebrei |      | 0,10  | 2     |
|        | Partito Federalista del Caucaso      |      | 0,06  | 1     |
|        | anarchici                            |      | 0,05  | 1     |
|        | Indipendenti                         |      | 5,69  | 126   |
| Totale | Totale                               |      | 100   | 2215  |

## Svolgimento del Congresso[1]
Parteciparono al Congresso 2215 delegati, 1727 dalla Russia, 364 dall'Ucraina, 91 dalla Transcaucasia e 33 dalla Bielorussia. I delegati erano per il 44,4% operai, per il 26,8% contadini e per il 28,8% intellettuali ed impiegati. Oltre ai bolscevichi, vi erano due delegati dell'Unione Generale dei Lavoratori Ebrei, un federalista del Caucaso (socialrivoluzionario) ed un anarchico.
Gli obiettivi erano una Dichiarazione ed un Trattato sull'istituzione dell'Unione delle Repubbliche Socialiste Sovietiche e le elezioni del Comitato esecutivo centrale dell'URSS.
L'unione effettiva delle Repubbliche nazionali sovietiche fu dettata da considerazioni economiche e politiche oggettive e condizionata dagli obiettivi di riorganizzazione la società secondo la linea socialista e di difendere le conquiste rivoluzionarie. L'alleanza politica, militare, economica e diplomatica delle Repubbliche sovietiche che si era sviluppata nei primi anni dopo la rivoluzione d'ottobre necessitava di essere rafforzata attraverso l'unificazione tra gli Stati.
Il Partito Comunista assunse la guida nella creazione dell'URSS. Lenin predispose un piano per creare un unico Stato nella forma di un'unione volontaria di Repubbliche con eguali diritti. La base per un'unione di questo tipo era il potere sovietico. Il 6 ottobre 1922, a sostegno dell'iniziativa di Lenin, il plenum del Comitato Centrale del Partito Comunista riconobbe la necessità di "concludere un accordo tra l'Ucraina, la Bielorussia, la federazione delle Repubbliche Transcaucasiche e la Repubblica Socialista Federativa Sovietica Russa circa la loro unificazione in una sola Unione delle Repubbliche Socialiste Sovietiche". Fu istituita una commissione con rappresentanti da tutte le repubbliche per stendere la Costituzione dell'URSS. I plenum dei Comitati Centrali dei partiti comunisti dell'Ucraina, della Bielorussia, dell'Azerbaigian, della Georgia e dell'Armenia, che si riunirono tra ottobre e dicembre approvarono la proposta di Lenin. Il VII Congresso panucraino dei soviet, il IV Congresso panbielorusso dei soviet, il I Congresso transcaucasico dei Soviet ed il X Congresso panrusso dei soviet, che si tennero a dicembre, supportarono l'unificazione delle repubbliche sovietiche ed elessero le delegazioni per il Primo Congresso dei soviet di tutta l'unione. Il 29 dicembre una conferenza delle delegazioni autorizzate discusse gli obiettivi del Congressero e stese la Dichiarazione ed il Trattato.
I delegati elessero Lenin Presidente onorario e gli mandarono le loro congratulazioni. Lenin, tuttavia, non poté partecipare al Congresso a causa della malattia che l'aveva colpito. Michail Ivanovič Kalinin fu eletto Presidente. Il Congresso approvò all'unanimità la Dichiarazione ed il Trattato, e Mosca fu proclamata capitale dell'Unione Sovietica.
Il nuovo Comitato esecutivo centrale dell'URSS era composto da 371 membri permanenti e 138 candidati da tutte le repubbliche costituenti. Fu eletto con l'obiettivo di stendere il testo definitivo della Dichiarazione e del Trattato e sottoporli alla ratifica da parte del II Congresso dei Soviet dell'Unione Sovietica. 
Già il 30 dicembre, la prima sessione del Comitato Esecutivo Centrale, elesse un Presidium composto da 19 membri permanenti e 13 candidati. Michail Ivanovič Kalinin fu eletto Presidente del Comitato Esecutivo Centrale per la Repubblica Socialista Federativa Sovietica Russa, Grigorij Ivanovič Petrovskij per la Repubblica Socialista Sovietica Ucraina, Nariman Karbalayi Najaf oglu Narimanov per la Repubblica Socialista Federativa Sovietica Transcaucasica ed Aleksandr Grigorievič Červiakov per la Repubblica Socialista Sovietica Bielorussa. Avel Safronovič Enukidze fu eletto Segretario del Comitato Esecutivo Centrale.